# Szemem Fénye Alapítvány
A Szemem Fénye Alapítvány 2002-ben alakult Pécsett, egy leukémiában eltávozott pécsi kisfiú – Nail – emlékére. Gyura Barbara célja a Szemem Fénye Alapítvány megalapításakor az volt, hogy a beteg gyermekeket gondozó családok ne maradjanak egyedül küzdelmük során. A búcsú pedig – ha már elkerülhetetlen –, legyen emberhez méltó.
A Szemem Fénye Alapítvány 2019-ben befejezte működését.

## Betegszállítás
A Szemem Fénye Alapítvány fő tevékenysége a kezdeti években a beteg gyermekek kórházakból, intézményekből otthonukba illetve a kezelésekre történő térítésmentes szállítása volt. Gyermekbeteg-szállítási tevékenységre a Szemem Fénye Alapítvány OEP működési engedéllyel rendelkezik.
Az alapítvány gyermekbeteg-szállító szolgálata havi szinten napjainkban is 25-30 000 km-t tesz meg, általános gyermekbeteg-szállítást végez és továbbra is ellátja az egyedi igényű (transzplantált, dializált, állami gondozott, fogyatékkal élő stb.) gyermekek szállítását. Gépjármű flottájuk jelenleg három gyermekbeteg-szállítóból és mentőautóból áll, amelyek az ország legmodernebb, e célra kialakított autói közé tartoznak. 

## Gyermekhospice
A szervezet 2010-ben hozta létre hazánk első gyermekhospice házát, a pécsi Dóri Házat, ahol gyógyíthatatlan gyermekek és fiatal felnőttek, valamint családtagjaik részesülnek térítésmentes ellátásban. A Dóri Ház első betegét 2011 márciusában fogadta. Az alapítvány többéves küzdelmeként 2012-ben a gyermekhospice elismert szakma lett, önálló szakmakódot és a felnőtt hospice-tól eltérő szakmai követelményrendszert kapott.
A gyermekhospice sajátossága, hogy az ellátás már a gyermek diagnózisának felállításakor kezdetét veszi. Vagyis egy éveken át nyújtott, szeretetteljes gondoskodást jelent, amely kiterjed az egész családra. A gyermekhospice másik ismérve, hogy nem csak daganatos, hanem minden egyéb, veleszületett vagy szerzett, életet megrövidítő betegségben szenvedő gyereket fogad és igyekszik minden területen segítséget nyújtani. Az ellátás során a Szemem Fénye Alapítvány munkatársai testi-lelki erőgyűjtéshez segítik hozzá az ápolásban kimerült szülőket, s a szakszerű gondozás mellett sokféle, szép élményhez juttatják a betegeket.
2011-ben 11 gyermek vett igénybe mentesítő szolgálatot a Dóri Házban, és egy életvégi ellátás is volt, ami összesen 321 ápolási napot jelent. 2012-ben 26 gyermek vett igénybe mentesítő szolgálatot, 2 gyermek összesen tíz napot tranzit ellátás keretében tartózkodott a házban, és 4 fő számára 12 alkalommal nappali ellátást nyújtott a szervezet, ami összesen 590 ápolási nap. A Dóri Ház egyidejűleg 6-7 fő gyermek, vagy 2 család ellátását tudja biztosítani.
A szervezet az előbbieken túl további programokkal segíti a családokat. A gyermeküket elvesztő szülők részére gyászcsoportot szervez, a beteg, illetve elhunyt gyermekek testvéreit pedig az Elefánt Klubjába várja.

## Szervezeti munka
A szervezet feladatait egy multidiszciplináris team irányítja. Ápolókból, terapeutákból, orvosokból, pszichológusból álló csapat foglalkozik a Dóri Házban lakó, súlyosan beteg gyermekekkel. A kommunikációs csapat felel a külső kommunikációs feladatok ellátásáért, a saját honlap megjelenéséért, tartalmáért, a közösségi oldalak kezeléséért, illetve a sajtókapcsolatokért. A forrásteremtő csapat pedig azon dolgozik, hogy az alapítvány küldetéseként megfogalmazott feladatokat finanszírozni tudják.
A szponzoráció mellett a forrásteremtés működésének másik alappillére a különféle akciók megszervezése. Egyik legismertebb ilyen esemény az országos Öltözz pirosba! Nap. Az országban egyedülállóként úgynevezett Charity Shopokat is működtet a szervezet négy településen. A Pécsett, Sellyén, Dombóváron és Barcson, a Charity Shopba betérő vevők vásárlásukkal a Dóri Ház fenntartását segítik.
Jelenleg 43 ember dolgozik önkéntesként a Szemem Fénye Alapítványnál. Raktározási, gyermekbeteg-szállítási, Dóri Ház körüli, családsegítő és irodai feladatokat látnak el. A szervezet tagja a Magyar Betegszállítók Országos Egyesületének és a Magyar Hospice Palliatív Egyesületnek is.